# Willy Reetz

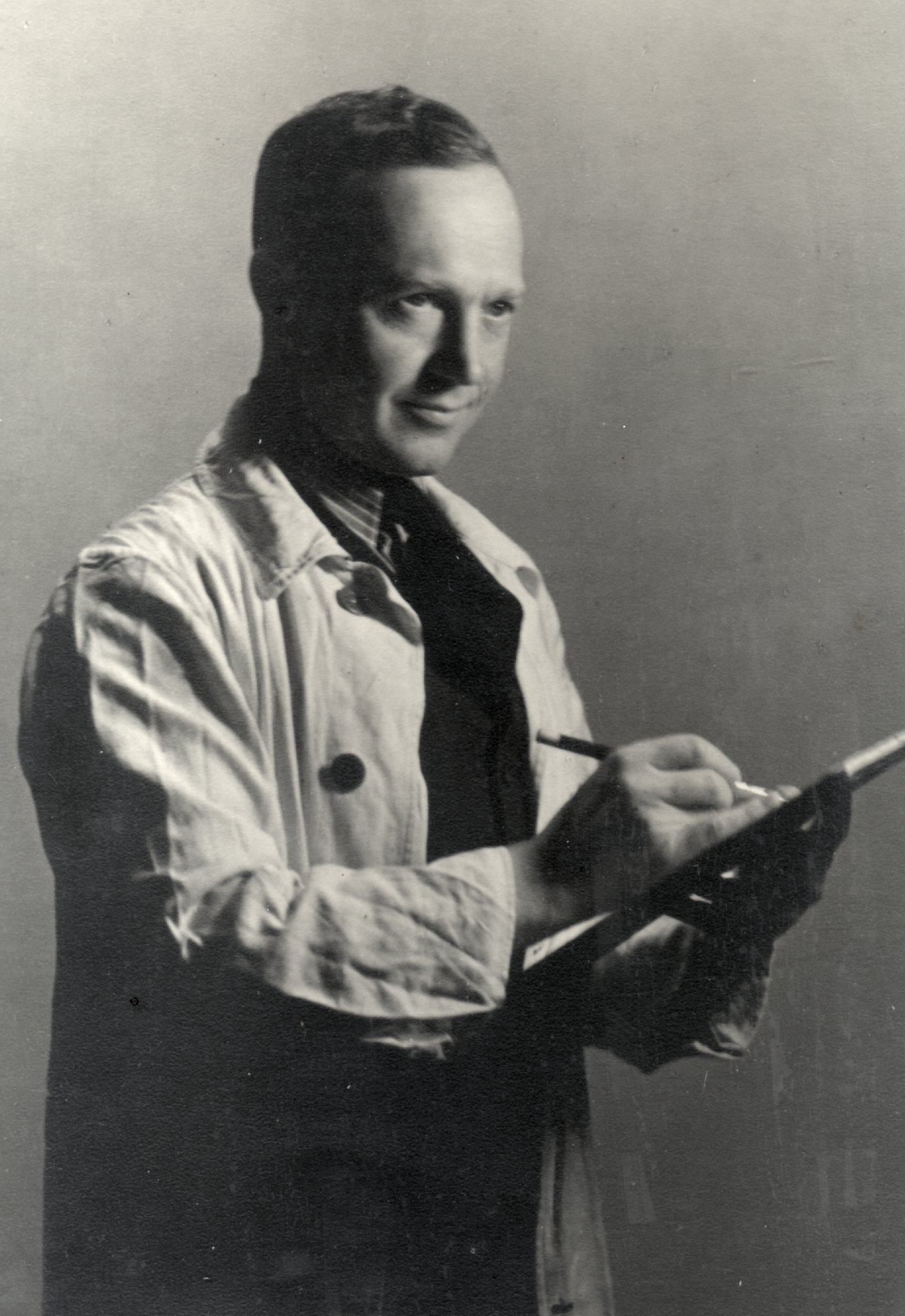
Willy Reetz

Willy Reetz (* 27. Mai 1892 in Düsseldorf; † 24. Juli 1963 ebenda) war ein deutscher Maler. Gelegentlich wird in der Literatur der Vorname Wilhelm angegeben. Diesen hat der Künstler selbst jedoch nie verwendet, sondern alle Werke mit „Willy Reetz“ signiert.

## Leben
Reetz begann seine künstlerische Laufbahn mit einer Lehre bei einem Kirchenmaler. Danach besuchte er die damals hochrenommierte Kunstgewerbeschule. Ab 1912 studierte Reetz an der Kunstakademie in Düsseldorf bei den Professoren Willy Spatz und Franz Kiederich. Von 1920 bis 1924 war er Meisterschüler bei Hans Kohlschein.
Studienreisen führten ihn nach Holland, Frankreich und Italien. Ab 1924 arbeitete Willy Reetz als frei schaffender Künstler.
Willy Reetz hatte eine außerordentliche Begabung für Landschaft, Figur und Porträt und wandte sich zunächst sehr erfolgreich der großformatigen Wandmalerei zu, die in Düsseldorf eine reiche Tradition hatte. Seine besondere Meisterschaft in dieser Disziplin zeigten die Wandmalereien in Kirchen und Profanbauten in Düsseldorf und Umgebung: Mit Hans Kohlschein zusammen gestaltete er 1927 die Fresken in der Kirche St. Maria Rosenkranz in Düsseldorf-Wersten. 1928/29 gewann er den Wettbewerb für die Ausmalung der Düsseldorfer Dreifaltigkeitskirche und führte diese bis zum Sommer 1929 aus. Aufträge für St. Josef in Düsseldorf-Oberbilk, für Kirchen in Süchteln, Galkhausen, Elberfeld und Sittard folgten. Neben den sakralen Wandmalereien entstanden aber auch inhaltlich konträre, wie die Radschläger für Tigges am Brückchen an der Düsseldorfer Königsallee oder die Sieben-Schwaben-Geschichten im Schwabenbräu. Darüber hinaus entwarf Reetz auch zahlreiche Glasfenster und Mosaike.
Fast alle diese Werke sind Zerstörungen durch die Bomben des Zweiten Weltkriegs zum Opfer gefallen.
Ebenfalls in den religiösen Bereich gehören von Willy Reetz für renommierte Verlage geschaffene Illustrationen, die sich an Kinder richten: 1930 erschien im Herder-Verlag eine Kinderbibel, zwei Jahre später die erste von ihm illustrierte Ausgabe der Zeitschrift Kommunionglöcklein, verlegt von Schwann in Düsseldorf.
Ein weiterer Schwerpunkt seiner Malerei lag auf der Porträt- und Landschaftsmalerei. Er war ein geschätzter Vertreter der Düsseldorfer Malerschule und genoss hohes Ansehen, auch über Düsseldorf hinaus. Noch heute existieren zahlreiche Werke in Museen und Privatbesitz. Diese sind nicht nur von hohem künstlerischem, sondern auch von besonderem exklusivem Wert, denn viele Entwürfe, Landschaften und Porträts gingen in einer Bombennacht 1943 mit seinem Atelier unter.
Reetz war Mitglied der Künstlergruppe 1949 und 40 Jahre lang Mitglied des Düsseldorfer Künstlervereins „Malkasten“.
Während des Zweiten Weltkriegs rettete er dessen wertvolles Archiv vor der Zerstörung und beteiligte sich nach Kriegsende maßgeblich und engagiert an seinem Wiederaufbau.
Willy Reetz war ein „bescheidener, sympathischer Maler, ein allzeit fröhlicher und geistreicher Gesellschafter unter den Kunstfreunden“, wie eine Zeitung anlässlich seines 70. Geburtstags schrieb.

## Werke

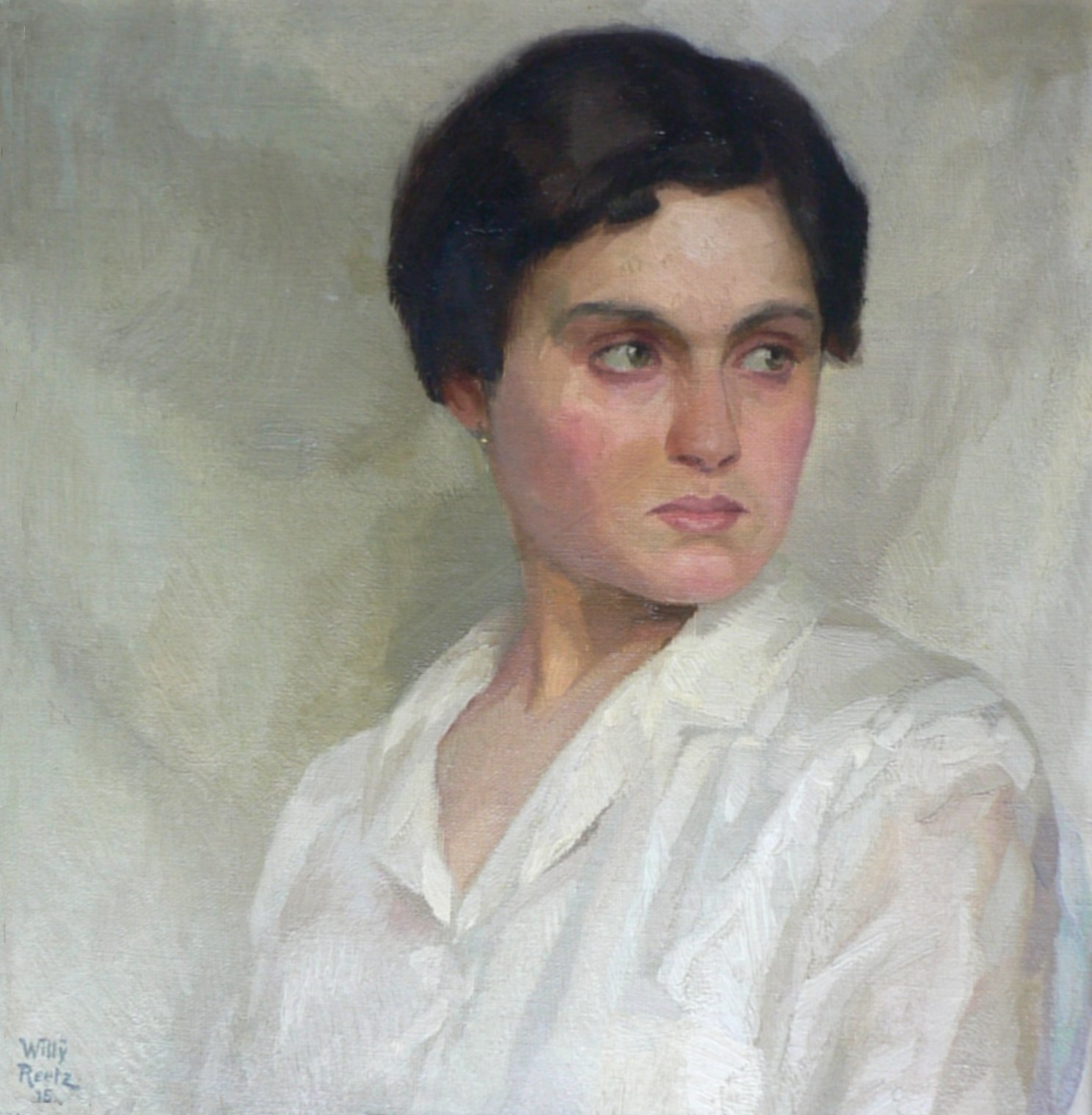
„Porträt“ 1915
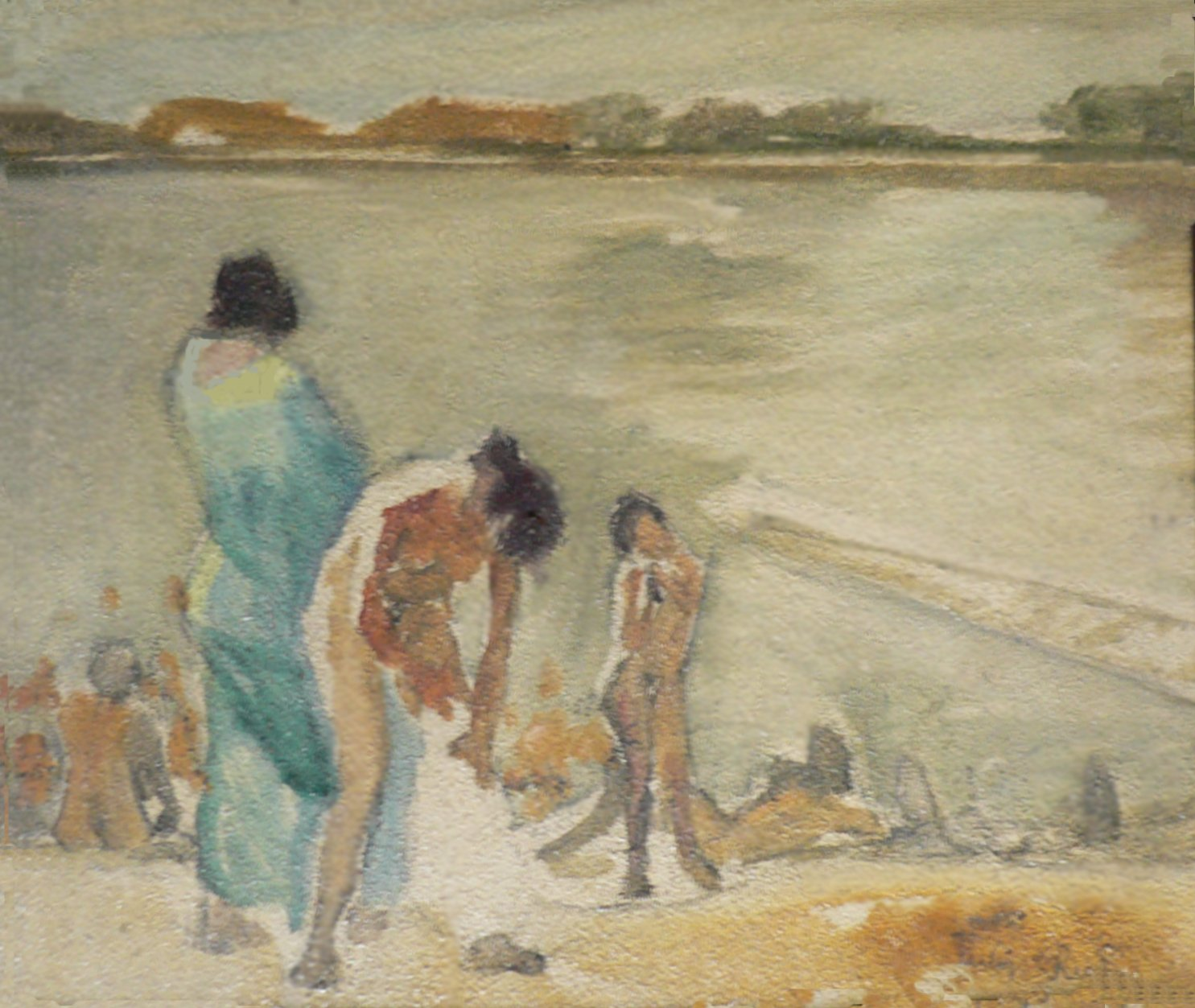
„Badende“ ca. 1919
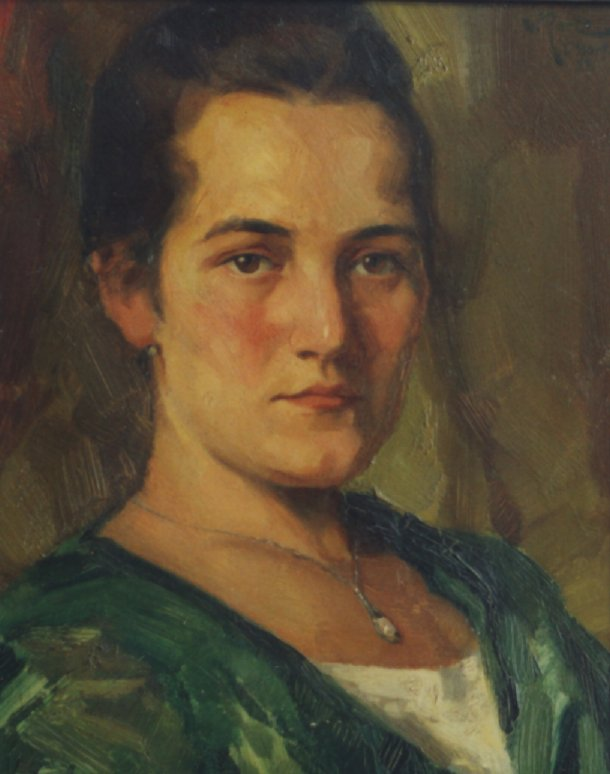
„Porträt Augusta Höllen“ 1921
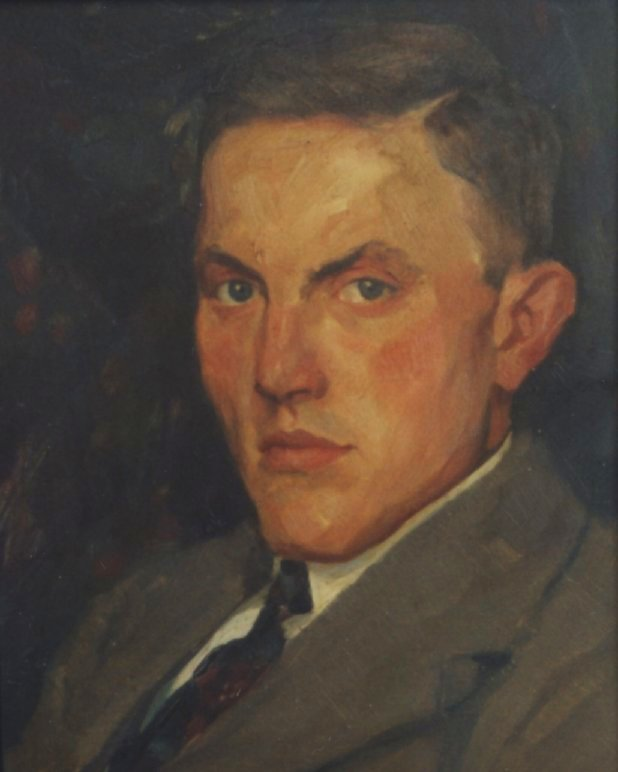
„Porträt Hans Höllen“ 1921
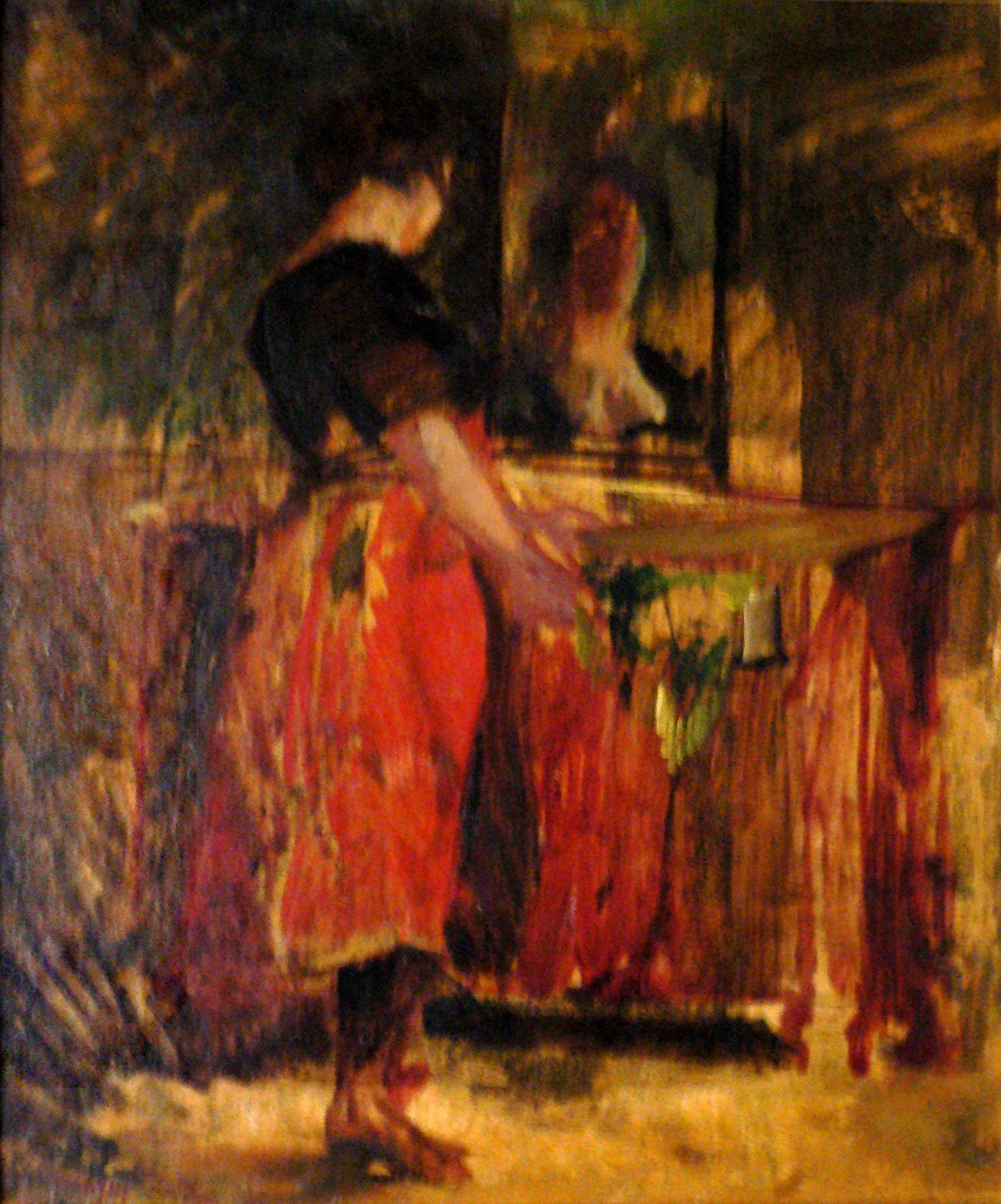
„Vor dem Spiegel“ ca. 1928
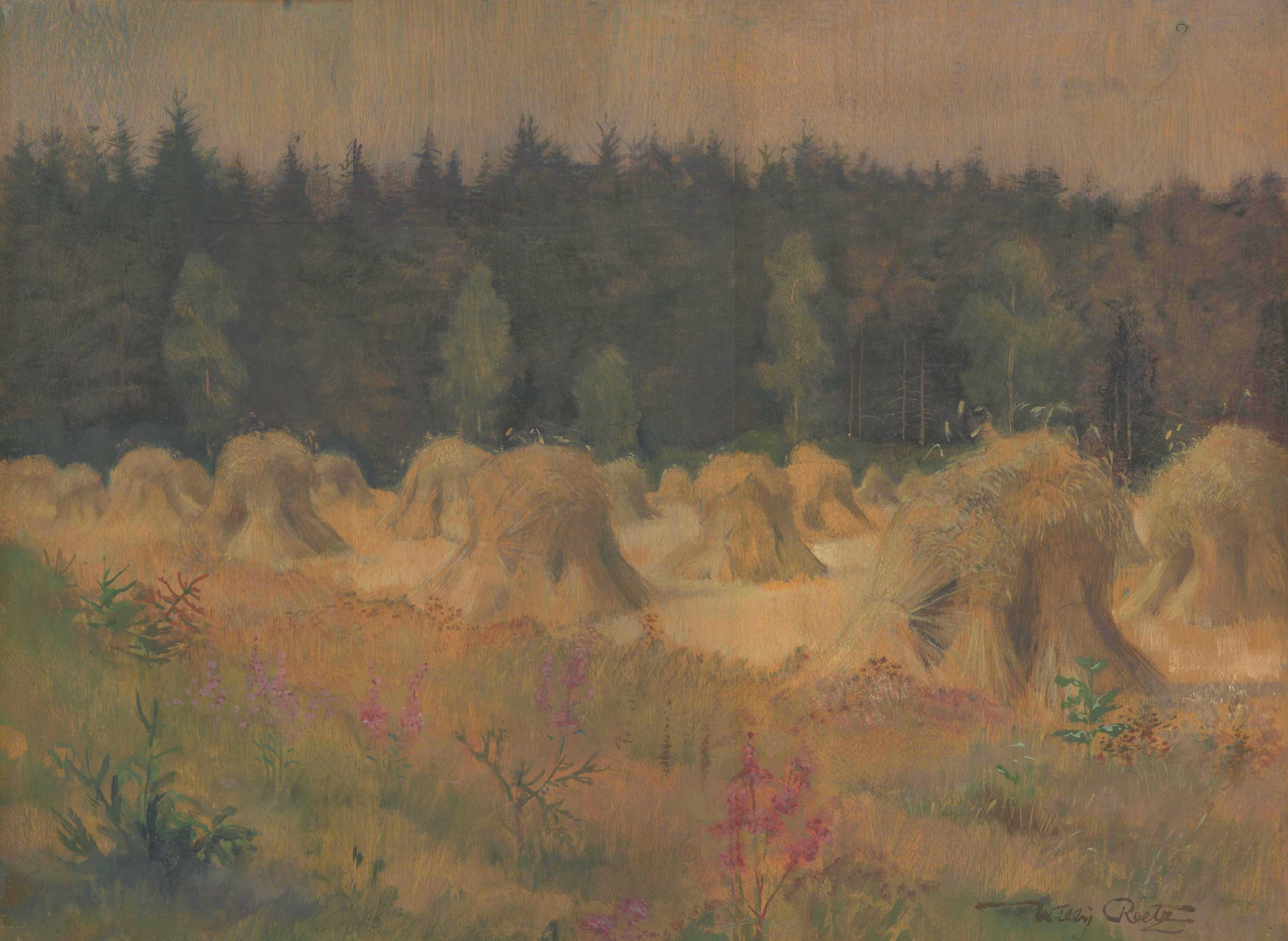
„Kornhocken am Waldrand“ 1946
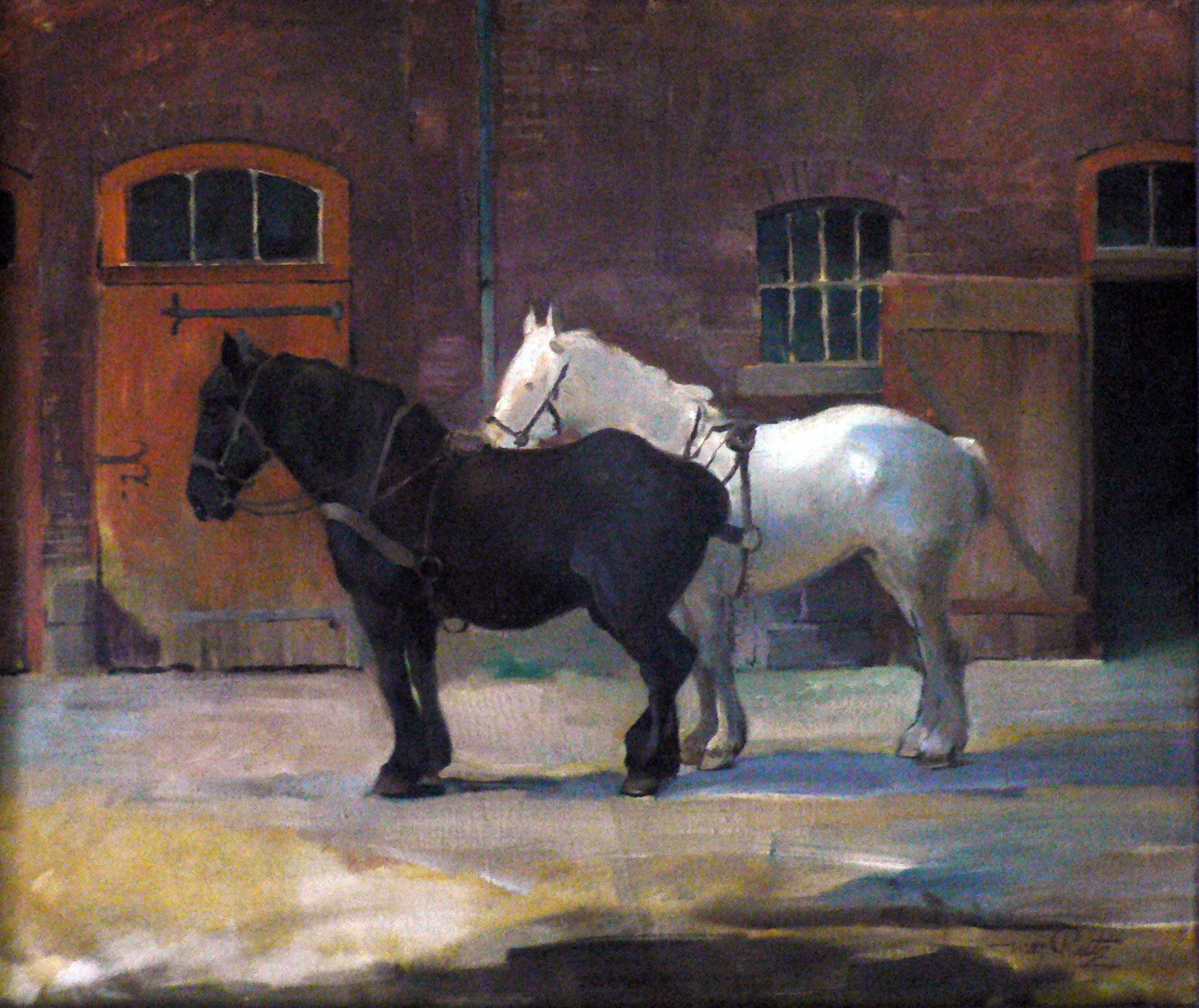
„Pferde“ 1946
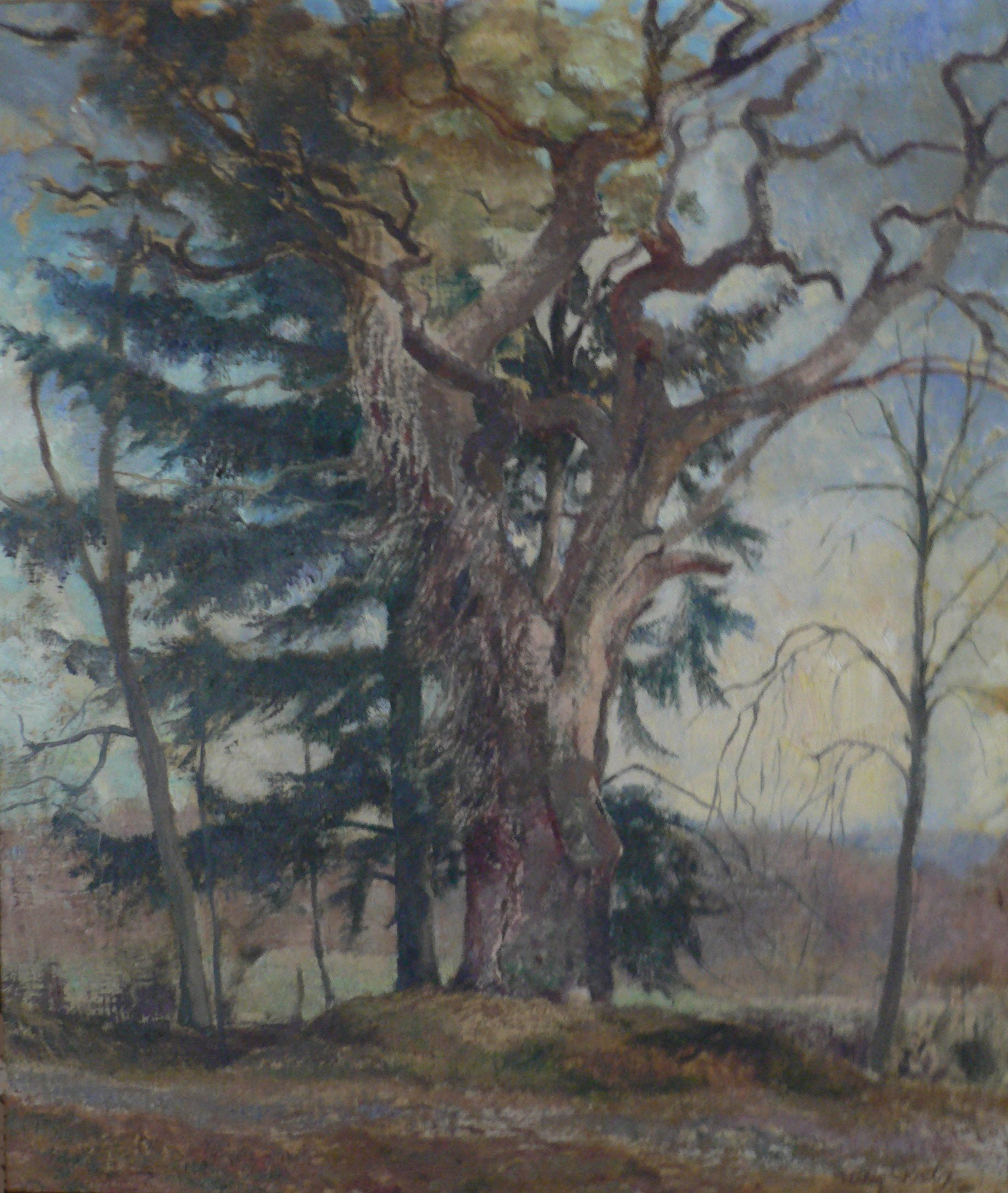
„Alte Eiche“ 1947